# نبرد کورونل
نبرد کورونل (انگلیسی: Battle of Coronel) نبردی دریایی در جنگ جهانی اول بود که در ۱ نوامبر ۱۹۱۴، در سواحل مرکزی شیلی، نزدیک شهر کورونل، منجر به پیروزی نیروی دریایی امپراتوری آلمان بر نیروی دریایی پادشاهی بریتانیا شد. ناوگروه شرق آسیای آلمان از نیروی دریایی امپراتوری آلمان به رهبری دریاسالار ماکسیمیلیان فون اشپی با یک اسکادران بریتانیایی به فرماندهی دریابان کریستوفر کرادوک روبرو شد و آنها را شکست داد.
این درگیری احتمالاً در نتیجه سوء تفاهم رخ داد. هیچ یک از دریاسالاران انتظار نداشت با تمام قوا با دیگری روبرو شود. هنگامی که این دو با هم روبرو شدند، کرادوک فهمید که دستور دارد تا آخر بجنگد، با وجود اینکه شانس زیادی علیه او وجود نداشت. اگرچه اشپی پیروزی آسانی داشت و دو رزم‌ناو زرهی دشمن را نابود کرد و تنها سه نفر زخمی شدند، اما این درگیری تقریباً نیمی از مهمات او را که غیرقابل تعویض بود، از بین برد.
شوک ناشی از تلفات بریتانیا، نیروی دریایی را بر آن داشت تا کشتی‌های بیشتری، از جمله دو رزم‌ناو مدرن، اعزام کند که به نوبه خود، اسپی و اکثر اسکادران او را در ۸ دسامبر در نبرد جزایر فالکلند نابود کردند.